# MAGEA11
MAGEA11 (англ. MAGE family member A11) – білок, який кодується однойменним геном, розташованим у людей на X-хромосомі. Довжина поліпептидного ланцюга білка становить 429 амінокислот, а молекулярна маса — 48 129.
| 10         |  | 20         |  | 30         |  | 40         |  | 50         |
| ---------- |  | ---------- |  | ---------- |  | ---------- |  | ---------- |
| METQFRRGGL |  | GCSPASIKRK |  | KKREDSGDFG |  | LQVSTMFSED |  | DFQSTERAPY |
| GPQLQWSQDL |  | PRVQVFREQA |  | NLEDRSPRRT |  | QRITGGEQVL |  | WGPITQIFPT |
| VRPADLTRVI |  | MPLEQRSQHC |  | KPEEGLQAQE |  | EDLGLVGAQA |  | LQAEEQEAAF |
| FSSTLNVGTL |  | EELPAAESPS |  | PPQSPQEESF |  | SPTAMDAIFG |  | SLSDEGSGSQ |
| EKEGPSTSPD |  | LIDPESFSQD |  | ILHDKIIDLV |  | HLLLRKYRVK |  | GLITKAEMLG |
| SVIKNYEDYF |  | PEIFREASVC |  | MQLLFGIDVK |  | EVDPTSHSYV |  | LVTSLNLSYD |
| GIQCNEQSMP |  | KSGLLIIVLG |  | VIFMEGNCIP |  | EEVMWEVLSI |  | MGVYAGREHF |
| LFGEPKRLLT |  | QNWVQEKYLV |  | YRQVPGTDPA |  | CYEFLWGPRA |  | HAETSKMKVL |
| EYIANANGRD |  | PTSYPSLYED |  | ALREEGEGV  |  |            |  |            |

A: Аланін

C: Цистеїн

D: Аспарагінова кислота

E: Глутамінова кислота

F: Фенілаланін

G: Гліцин

H: Гістидин

I: Ізолейцин

K: Лізин

L: Лейцин

M: Метіонін

N: Аспарагін

P: Пролін

Q: Глутамін

R: Аргінін

S: Серин

T: Треонін

V: Валін

W: Триптофан

Кодований геном білок за функцією належить до пухлинних антигенів. 
Задіяний у такому біологічному процесі, як альтернативний сплайсинг. 
Локалізований у цитоплазмі, ядрі.